# Jimmie Johnson
Jimmie Kenneth Johnson (ur. 17 września 1975 w El Cajon w Kalifornii) – amerykański kierowca wyścigowy startujący w wyścigach NASCAR w serii Monster Energy NASCAR Cup Series. Razem z Richardem Pettym i Dalem Earnhardtem jest rekordzistą wszech czasów pod względem tytułów mistrza serii, które zdobywał siedmiokrotnie. Obecnie startuje Chevroletem Camaro ZL1 zespołu Hendrick Motorsports z numerem 48.

## Kariera

### 2001–2005: Początki w Cup Series
W głównej serii NASCAR zadebiutował w 2001 roku na torze w Charlotte. W kwalifikacjach zajął piętnastą pozycję, ale musiał wycofać się z wyścigu po wypadku na 192. okrążeniu. Wystartował jeszcze w dwóch wyścigach w tym roku, w których zajął odpowiednio 25. i 29. miejsce. Zakończył sezon na 52. miejscu z 210 punktami.
Rok 2002 był pierwszym pełnym sezonem Johnsona. Podczas kwalifikacji na torze Daytona wywalczył pierwsze pole startowe, ale w wyścigu był dopiero piętnasty. Wyścig na torze w Atlancie ukończył na trzeciej pozycji. W Talladedze zdobył drugie w karierze pole position, jednak na pierwsze zwycięstwo musiał poczekać do następnego wyścigu, NAPA Auto Parts 500 na torze California Speedway. W sezonie 2002 zdobył jeszcze trzy pole position oraz wygrał dwa wyścigi na torze w Dover. W trakcie sezonu zdobył 4600 punktów, co dało mu piąte miejsce w klasyfikacji generalnej.
Po dobrym sezonie 2002 przyszedł jeszcze lepszy sezon 2003. Do wyścigu na torze w Charlotte startował z 37. pozycji. Nie przeszkodziło mu to jednak w odniesieniu czwartego w karierze zwycięstwa. Kolejne dwa triumfy odniósł podczas lipcowego i wrześniowego wyścigu na torze w New Hampshire. W klasyfikacji generalnej zajął wysokie, drugie miejsce, przegrywając jedynie z Mattem Kensethem.
W sezonie 2004 Jimmie Johnson był kierowcą, który odniósł najwięcej zwycięstw w sezonie. Po raz pierwszy triumfował na obiekcie w Darlington. Następnie wygrał wyścig w Charlotte, a później w Pocono. W kolejnym wyścigu zajął czwartą pozycję, co pozwoliło mu awansować w klasyfikacji generalnej na pierwsze miejsce. Umocnił się na pozycji lidera po zwycięstwie drugiego wyścigu w Pocono, lecz awarie samochodu i wypadki zepchnęły go na dziewiąte miejsce. Wygrał jeszcze cztery wyścigi i awansował na drugą pozycję, przegrywając mistrzostwo z Kurtem Buschem.
Sezon 2005 rozpoczął się od piątego miejsca w Daytonie. Pierwszym wygranym wyścigiem sezonu była runda na torze w Las Vegas. Jednak to drugie miejsce w Atlancie zapewniło Johnsonowi pozycję lidera. Po raz kolejny to właśnie on triumfował na owalu w Charlotte. Po wypadku na Indianapolis Motor Speedway stracił prowadzenie w mistrzostwach. Po zwycięstwie w Dover znowu awansował na pierwszą pozycję, ale 31. miejsce w Talladedze zepchnęło go na 4. pozycję. Na pięć wyścigów przed końcem sezonu awansował na 2. miejsce dzięki zwycięstwu w Charlotte. Drugie miejsce utrzymywał do ostatniego wyścigu w Miami, którego nie ukończył (wypadek na 43. okrążeniu). Sezon ukończył na 5. miejscu.

### 2006–2010: Pięć mistrzostw z rzędu
Rok 2006 Johnson rozpoczął od swojego pierwszego triumfu w prestiżowym Daytona 500. Także w trzecim wyścigu sezonu w Las Vegas Johnson minął linię mety jako pierwszy. Wygrał też wyścig na legendarnym torze Talladega oraz Indianapolis. Jednak kilka gorszych wyścigów i wypadek podczas drugiego wyścigu na torze Talladega spowodowały, że lider klasyfikacji generalnej spadł na ósme miejsce, gdy do końca sezonu zostało tylko sześć wyścigów. Mimo to wygrał jeszcze wyścig na owalu Martinsville, a pozostałe wyścigi, poza rundą w Miami, ukończył na drugich pozycjach. Dzięki temu w 2006 roku Jimmie Johnson świętował swój pierwszy tytuł mistrzowski.
W następnym sezonie, 2007, Johnson wygrał aż dziesięć wyścigów, co do tej pory jest jego najlepszym wynikiem. Trzy wyścigi przed końcem sezonu awansował na pierwszą pozycję, a po zakończeniu sezonu sięgnął po drugi tytuł mistrzowski, pokonując Jeffa Gordona.
W 2008 roku wygrał siedem wyścigów. Po zwycięstwie w 28. wyścigu sezonu (na 36), na torze Dover, awansował na pozycję lidera, której nie oddał do końca sezonu. Mimo że najwięcej zwycięstw odniósł Carl Edwards, był to najłatwiej zdobyty przez Johnsona tytuł.
W 2009 roku także wygrał siedem wyścigów, tym razem jednak to on był zawodnikiem odnoszącym najwięcej zwycięstw. Wygrywając mistrzostwo w 2009 roku stał się jedynym kierowcą NASCAR w historii mającym na koncie 4 tytuły z rzędu. Walczył o tytuł głównie z Markiem Martinem.
Sezon 2010 rozpoczął się dla Johnsona od awarii samochodu podczas Daytona 500, jednak już po sześciu rundach Johnson dostał się na miejsce lidera klasyfikacji, wygrywając trzy wyścigi. W ciągu całego sezonu uzbierał sześć zwycięstw. Do ostatniego wyścigu w Miami przystępował z drugiego miejsca w klasyfikacji kierowców, lecz finisz na drugim miejscu pozwolił mu przeskoczyć Denny’ego Hamlina i zdobyć swój piąty tytuł mistrzowski.

### 2011–2017: Spadki formy i rekordowy tytuł

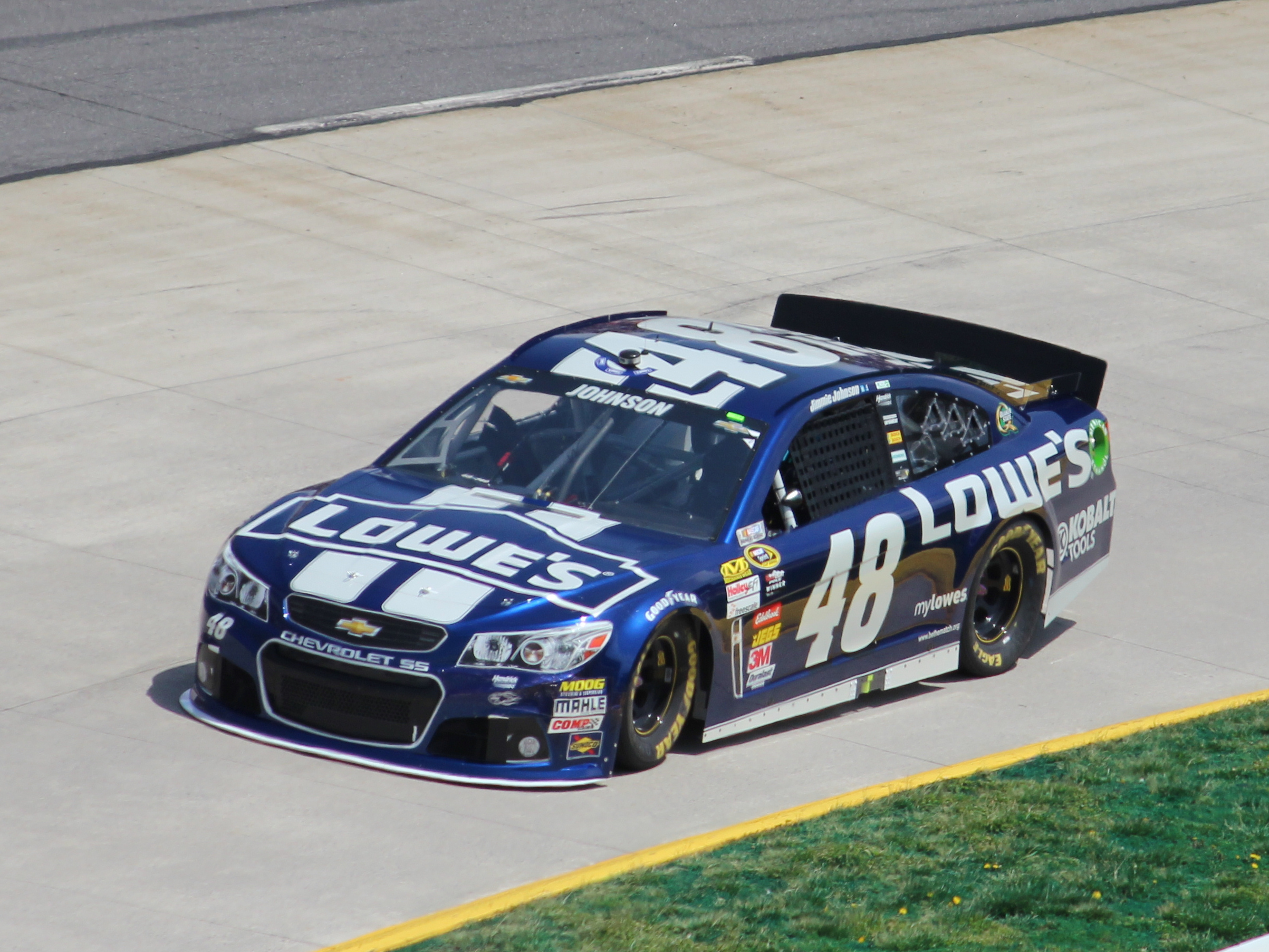
Samochód Johnsona z 2013 roku, w którym wywalczył swój szósty tytuł mistrzowski

Rok 2011 ponownie nie zaczął się najlepiej dla Johnsona. W Daytona 500 skończył na 27. miejscu. Mimo iż w trakcie sezonu osiągał wyniki słabe w porównaniu z poprzednimi latami i zdobył tylko jedno zwycięstwo w Talladedze, po 24 wyścigach udało mu się objąć fotel lidera i zakwalifikować do play-offów. Tam jednak nie zdołał powtórzyć swoich sukcesów i pomimo kolejnego triumfu w Kansas, seria wypadków i słabych finiszów oznaczała, że Johnson po raz pierwszy od sześciu lat przegrał tytuł mistrzowski na rzecz Tony’ego Stewarta. Zajął wtedy szóste miejsce.
W 2012 roku zła passa Johnsona w Daytonie trwała nadal, jako że udało mu się przejechać jedynie trzy okrążenia zanim w wyniku wypadku musiał zakończyć swój wyścig. Reszta sezonu przyniosła jednak znaczną poprawę formy i pięć zwycięstw, w tym dwa z rzędu na dwie rundy przed zakończeniem sezonu. Niestety, będący wówczas liderem Johnson, dwa ostatnie wyścigi zakończył odpowiednio na 32. i 36. miejscu przez awarie samochodu, przez co spadł na trzecie miejsce i ponownie stracił szansę na szósty tytuł.
Szczęście Johnsona wróciło w 2013 roku, kiedy to drugi raz w karierze udało mu się zwyciężyć w Daytona 500. Objął wtedy pozycję lidera klasyfikacji i poza krótkimi momentami, w których nie spadał niżej niż na trzecie miejsce, przez większość sezonu utrzymywał ją, dzięki czemu z końcem roku ponownie triumfował jako mistrz NASCAR. W sezonie tym wygrał sześć wyścigów.
Sezon 2014 był dla Johnsona najgorszym pełnym sezonem w karierze. Choć odniósł cztery zwycięstwa, za sprawą nowego systemu play-offów, w których spośród 16 kierowców co trzy wyścigi eliminowana jest najgorsza czwórka, już w drugiej rundzie stracił szansę na mistrzostwo po wypadku w Kansas i słabych finiszach w Charlotte i Talladedze. Choć po wyeliminowaniu zdołał wygrać wyścig w Teksasie, sezon ten zakończył na 11. miejscu.
Rok 2015 przebiegł dla Johnsona podobnie. Cztery zwycięstwa dały Johnsonowi miejsce w play-offach, z których odpadł już w pierwszej rundzie po awarii samochodu w Dover. Ponownie udało mu się wygrać wyścig w Teksasie pod koniec sezonu, a ostatecznie zajął 10. miejsce.
W 2016 roku Johnson zanotował dobry początek i dwa zwycięstwa (w Atlancie i Fontanie), jednak dalsza część sezonu przyniosła mu wiele wypadków i awarii. Mimo tego dzięki swoim zwycięstwom dostał się do play-offów. Z pierwszej rundy awansował z problemami, zajmując 10. z 12 miejsc, lecz zwycięstwa w Charlotte na otwarcie drugiej rundy i w Martinsville na otwarcie trzeciej dały mu awans do czwórki walczącej o tytuł w Miami. W trakcie ostatniego wyścigu najbliżej mistrzostwa byli Carl Edwards i Joey Logano, jednak zderzenie osłabiło ich szanse. Sytuację wykorzystał Johnson, który podczas ostatnich okrążeń wysunął się na prowadzenie i zatriumfował w wyścigu, jak i w walce o mistrzostwo. Siódmy tytuł mistrzowski zrównał go z Richardem Pettym i Dalem Earnhardtem jako kierowcę z największą ilością mistrzostw najwyższej serii NASCAR.
W sezonie 2017 Johnson ponownie zmagał się z awariami, lecz zdobył także trzy zwycięstwa, co dało mu awans do play-offów. Nie udało mu się jednak powtórzyć dobrej formy z poprzedniego roku. W wyniku 12. miejsca w Martinsville, 27. miejsca w Teksasie oraz wypadku i 39. miejsca w Phoenix, Johnson nie awansował do finałowej czwórki, a ostatecznie uplasował się na 10. miejscu w końcowej klasyfikacji.

## Życie prywatne
Jimmie Johnson urodził się w El Cajon w Kalifornii. Jego ojciec, Gary, pracował w fabryce opon, zaś matka, Cathy, była kierowcą autobusu szkolnego. Ze wsparciem rodziny, w wieku 5 lat Johnson zaczął jeździć na motocyklach, na których to kształtował się jako kierowca w młodości.
W 2004 poślubił Chadrę Janway. Para ma dwie córki – Genevieve i Lydię. Małżeństwo prowadzi też od 2006 roku organizację Jimmie Johnson Foundation, która wspiera dzieci i rodziny w potrzebie.
Poza torem Johnson jest miłośnikiem fitnessu. Do jego hobby należą: bieganie, jazda na rowerze, pływanie i narciarstwo. Brał on również udział w wielu półmaratonach i triatlonach.